# Bianca Della Corte
Bianca Della Corte, pseudonimo di Bianca Licenziati (Napoli, 12 giugno 1917 – Parigi, 4 giugno 2006), è stata un'attrice italiana.

## Biografia
Giunse a Roma nel 1937 per tentare di lavorare nel mondo del cinema. Dopo un provino, venne scelta dal regista Guido Brignone per una parte secondaria nel film Per uomini soli. Negli anni successivi partecipò ad altri undici film, tutti di grande successo, ma sempre in parti secondarie, spesso insieme ad Alida Valli (con cui manterrà un personale rapporto di amicizia  anche negli anni successivi) e con registi come Mario Mattoli, Nunzio Malasomma, Ferdinando Maria Poggioli e Luigi Zampa.
Poteva essere l'inizio di una buona carriera di comprimaria, ma nel 1942, recatasi a Parigi per una coproduzione italo-francese, vi conobbe il commediografo Félicien Marceau. I due decisero di sposarsi: dopo il matrimonio la Della Corte si stabilì in Francia e lasciò il mondo del cinema.

## Filmografia
- Per uomini soli, regia di Guido Brignone (1938)
- Assenza ingiustificata, regia di Max Neufeld (1939)
- Ballo al castello, regia di Max Neufeld (1939)
- Dopo divorzieremo, regia di Nunzio Malasomma (1940)
- Addio giovinezza!, regia di Ferdinando Maria Poggioli (1940)
- Il pozzo dei miracoli di Gennaro Righelli, regia (1941)
- L'attore scomparso, regia di Luigi Zampa (1941)
- Primo amore, regia di Carmine Gallone (1941)
- Ore 9: lezione di chimica, regia di Mario Mattoli (1941)
- Due cuori sotto sequestro, regia di Carlo Ludovico Bragaglia (1941)
- La rivincita di Montecristo, regia di Robert Vernay e Ferruccio Cerio (1942)